# Es Capdellà
Es Capdellà – miejscowość w Hiszpanii, na Balerach, na Majorce, w comarce Serra de Tramuntana, w gminie Calvià.
Według danych INE z 2009 roku miejscowość zamieszkiwało 1005 osób. Numer kierunkowy to +34.